# Halodule ciliata
Halodule ciliata är en enhjärtbladig växtart som först beskrevs av Cornelis den Hartog, och fick sitt nu gällande namn av Cornelis den Hartog. Halodule ciliata ingår i släktet Halodule och familjen Cymodoceaceae. IUCN kategoriserar arten globalt som otillräckligt studerad.
Artens utbredningsområde är Panamá. Inga underarter finns listade.